# Zoomorphology
Zoomorphology est une revue scientifique trimestrielle publiée par Springer-Verlag Germany.